# 459 a. C.
El año 459 a. C. fue un año del calendario romano prejuliano. En el Imperio romano se conocía como el Año del consulado de Vibulano y Uritino (o menos frecuentemente, año 295 Ab urbe condita).

## Acontecimientos

### Grecia
- Atenas ataca la isla de Egina, tras rechazar los eginenses entrar en la Liga de Delos.
- Atenas defiende a su aliado Mégara.
- Se inicia la lucha entre Atenas y Esparta por la hegemonía en Grecia.[1]

## Nacimientos
- Trasímaco, sofista griego (m. 400 a. C.)

## Fallecimientos
- Temístocles